# Крикун, Николай Григорьевич
Николай Григорьевич Крикун (9 мая 1932, Житомир, Украинская ССР — 26 ноября 2023, Львов, Украина) — советский и украинский учёный-историк, доктор исторических наук (1991).
Автор около 180 научных работ.

## Биография
Родился 9 мая 1932 года в Житомире.
В 1951 году окончил с серебряной медалью среднюю школу в городе Стрый и поступил на исторический факультет Львовского университета, который окончил в 1957 году.
В 1957—1958 годах работал учителем истории в средней школе села Горное Меденицкого района Дрогобычской области (в 1959 году была включена в состав Львовской области). В 1959—1963 годах учился в аспирантуре Львовского университета на кафедре истории южных и западных славян, где его научным руководителем был доктор исторических наук Дмитрий Леонидович Похилевич. Затем Н. Г. Крикун проходил стажировку в Польше (1962, 1967, 1972, 1976, 1980, 1988, 1991, 1995, 1997, 1998), Чехословакии (1972) и Болгарии (1985).
Одновременно с обучением в аспирантуре, по 1960 год работал старшим лаборантом, в 1960—1970 годах был ассистентом и преподавателем, в 1971—1984 годах — доцентом, в 1984—1991 годах — заведующим кафедрой. После распада СССР, по 1994 год являлся доцентом, а с 1994 года — профессором кафедры истории славянских стран Львовского университета. В 1994—1996 годах являлся членом совета Института украинской археографии и источниковедения.
В 1965 году защитил кандидатскую диссертацию на тему «Народонаселение Подольского воеводства в XVII—XVIII вв.». В 1991 году защитил докторскую диссертацию на тему «Административно-территориальное устройство Правобережной Украины в XV—XVIII вв. : воеводства и поветы».
В 2007 году Н. Г. Крикун был удостоен звания Заслуженный профессор Львовского университета. 26 сентября 2012 года Университет Марии Склодовской-Кюри отметил украинского ученого почетным званием Doktor Honoris Causa. Торжества прошли в Люблине 2 октября.
Скончался 26 ноября 2023 года во Львове на 92-м году жизни.